# El Tuque
El Tuque es una playa recreativa y familiar y un complejo turístico en el sector de Punta Cucharas de Ponce, Puerto Rico. Fue diseñado en la década de 1960 por Luis Flores, un arquitecto de Cayey, Puerto Rico. Se encuentra en la carretera PR-2, km 220,1, en el sector El Tuque del Barrio Canas en Ponce. El sector de El Tuque está considerado el más grande poblado en su tipo de Puerto Rico.
El nombre de El Tuque viene de una granja que se encontraba en esa zona en el siglo XX. La playa estaba desierta, pero fue convertida en un balneario por el gobierno del Estado Libre Asociado de Puerto Rico en mediados de 1960, como parte de un intento del gobierno central para proporcionar una red de lugares de recreo a lo largo de la isla.